# 固态离子学
固态离子学是一门研究固态电解质及其应用的学科。属于这个范畴的材料包括无机晶体和多晶固体、陶瓷、玻璃、聚合物和复合物。类似固体氧化物燃料电池的固态离子器件，相比基于液态电解质的器件，具有更高的可靠性和工作寿命，特别是在苛刻的工作条件下。
固态离子学起源于欧洲，肇始于1834年麥可·法拉第对于固态电解质 Ag2S 和 PbF2 的研究。随后的基础性贡献来自于瓦爾特·能斯特，他推导出了能斯特方程，并在异价掺杂的二氧化锆中观察到了离子传导现象。他利用这个现象发明了能斯特灯。另一个重要的进步来自于1914年对于碘化银的表征和研究。1930年左右，雅科夫·弗伦克尔、華特·蕭特基、卡尔·瓦格纳等人建立起了点缺陷的概念，肖特基和瓦格纳同时也发展了点缺陷的热力学理论。这些理论有助于理解在离子晶体、离子导电玻璃、聚合物电解质和纳米复合物中的离子和电子输运现象。在20世纪末21世纪初，固态离子学领域的工作主要集中于合成和表征各类新型的固态电解质材料，并将它们用于固态电池、燃料电池和传感器。
近年来，研究的重点逐渐转向了对固体聚合物电解质（SPE）中离子输运机制的深入理解，尤其是对迁移数、配位强度和电导率等关键参数的表征。在SPE中，阳离子在正负电极之间的电场作用下迁移，其运动伴随着聚合物-盐复合物的形成、聚合物链段的局部运动，以及在配位位点之间的链内与链间离子跳跃。具体而言，SPE中的离子传输过程可视为阳离子配位结构中配体的交换行为。因此，配位结构对阳离子在总电导率中的贡献具有重要影响